# Alberto Magliozzi
 (février 2024).
Alberto Magliozzi, est un photographe de mode italien né en 1949 à Nettuno dans la Ville métropolitaine de Rome Capitale.

## Biographie
Alberto Magliozzi naît à Nettuno le 17 septembre 1949, le premier des trois frères de Gastone et Vittoria Liberati. A six ans, sa mère Vittoria, constatant l'intérêt d'Alberto pour la musique, lui fait prendre des cours particuliers de piano, mais au même temps c'est toujours elle qui décide que son fils «...doit étudier...» pour lequel Alberto fait aussi des études classiques à San Francesco dans la ville du Latium, mais jamais les termine.
Au lieu de cela, l'esprit d'aventure et de connaissance l'emmène souvent à travers le monde notamment à Londres, Paris et Amsterdam, il veut devenir musicien, un désir qui voit également ses parents consentir. Il participe à un concert de Tony Esposito, et fasciné par ses percussions et décide qu'il veut être batteur pour lequel il forme en 1967 un groupe, le Bum Group qui se produit dans divers clubs de la péninsule et en 1969 également au club Tartana à Follonica.
Toujours en 1969 il rencontre le guitariste Peter Van Wood qui lui propose une tournée avec Renato Rascel, le premier arrêt est l'île d'Elbe pour une soirée qui proposait musique et mode avec le défilé du créateur Emilio Schuberth. Alberto, qui avait toujours un Leica M3 avec lui, a décidé de photographier les modèles et c'est Schuberth qui lui a demandé de visionner ses clichés.
Après quelques semaines, les deux hommes se sont rencontrés à Rome, et le dessinateur a tellement apprécié ses tirages qu'il lui a suggéré de se consacrer davantage à la photographie. Alberto a presque immédiatement suivi ses conseils, abandonnant le monde de la musique et s'installant à Milan pour suivre des cours de photographie professionnelle et collaborant jusqu'en 1990 avec le photographe Francesco Escalar. portraitiste des stars Entre mode et glamour, Magliozzi produira également des catalogues papier pour des clients importants tels que les lunettes Luxottica (1990) de Leonardo Del Vecchio, Sting, le groupe De Rigo et Diva de BrillArte avec Manuela Arcuri en témoignage. Il photographe également des robes de mariée dans un catalogue intitulé Bridal Details pour Henkel's Schwarzkopf, dont il tirera également un livre photo. Mais le glamour sera son véritable intérêt pour la photographie, à tel point que dans sa carrière il "déshabille" des femmes italiennes et étrangères, des mannequins, des femmes célèbres mais aussi des femmes de toujours, démontrant que le sex-appeal ne peut être l'apanage des femmes qui défilent sur le défilé ou seulement des modèles professionnels.

## Les calendriers
- 1997 : Éva Henger
- 2002 : Stefania Orlando[1]
- 2003 : Madonne (tiratura 40,000 copie)
- 2003 : Manuela Arcuri[2]
- 2004 : Manuela Arcuri[2]
- 2004 : Miriana Trevisan[3]
- 2005 : Iridi di pace sull'oceano della vita
- 2005 : Lyudmyla Derkach[4]
- 2006 : Terra Bruna con Maddalena Ferrara
- 2007 : Carolina Rivelli[5]
- 2007 : Sabrina Ghio[5]
- 2009 : Weapon of mass distraction[6]

## Expositions
- 2016 : Reactive in the Mirror, collectif, Berlin[7]
- 2014 : collectif, Melbourne
- 2010 : Florence (Sala del Gonfalone di Palazzo Panciatichi)
- 2010 : Florence (Libreria Feltrinelli)
- 2007 : Milan (Libreria Hoepli)
- 2006 : collectif, Amsterdam
- 2005 : Turin (Libreria Lattes)
- 2005 : Florence (Sala Gigli di Palazzo Panciatichi)
- 2004 : Budapest
- 2002 : Prague
- 2001 : Hambourg

## Publications
- Ritratti di vita, Eman multimedial, Naples, 2007, 978-88-95509-00-6
- L'Arte, il Vino, i Sensi..., Altromondo Editore, Padoue, 2009, 978-88-6281-329-7[8],[9]
- L'accezione erotica, Polaris Group, Rome, 1995[8],[10]

## Galerie

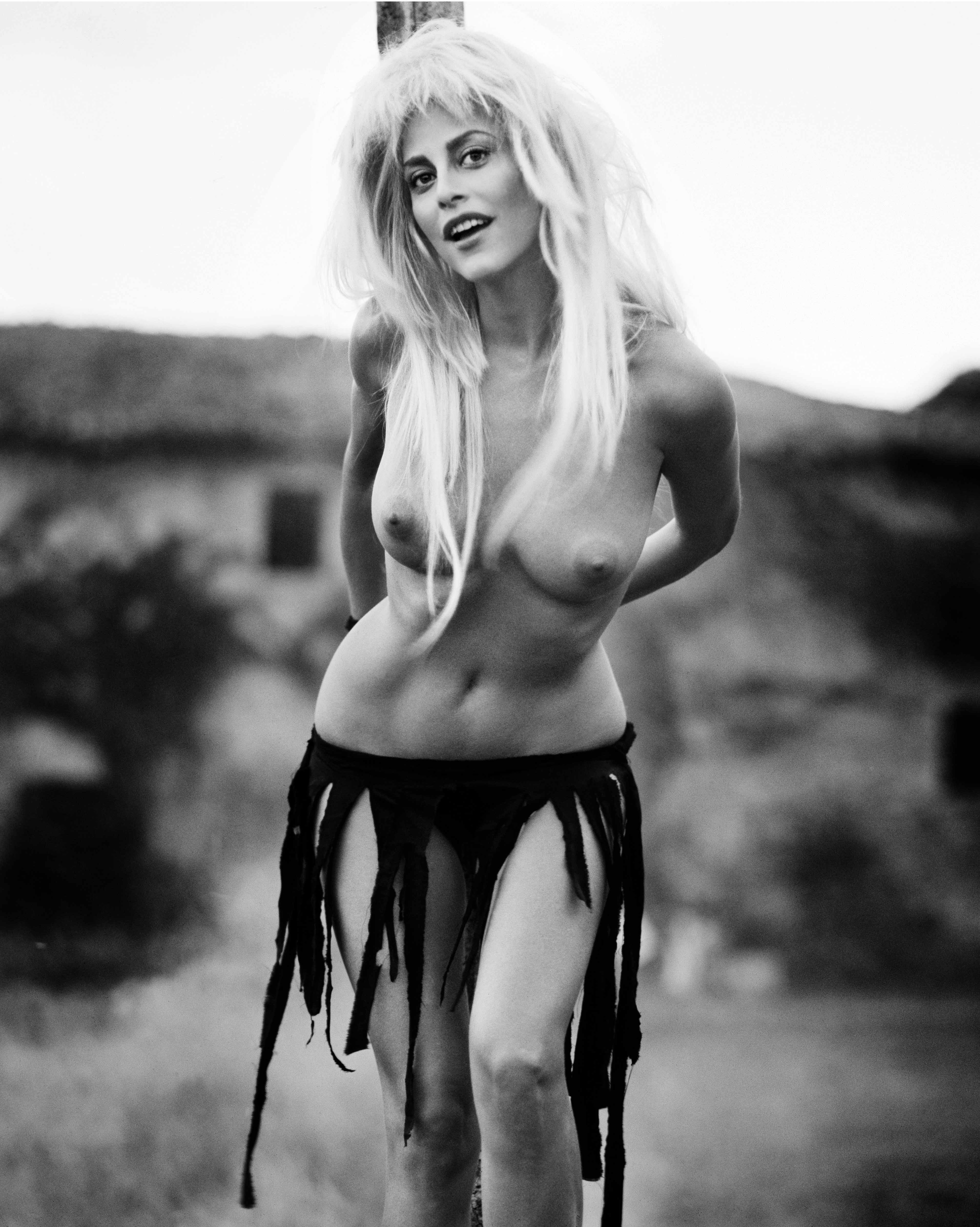
Stefania Orlando (2001)
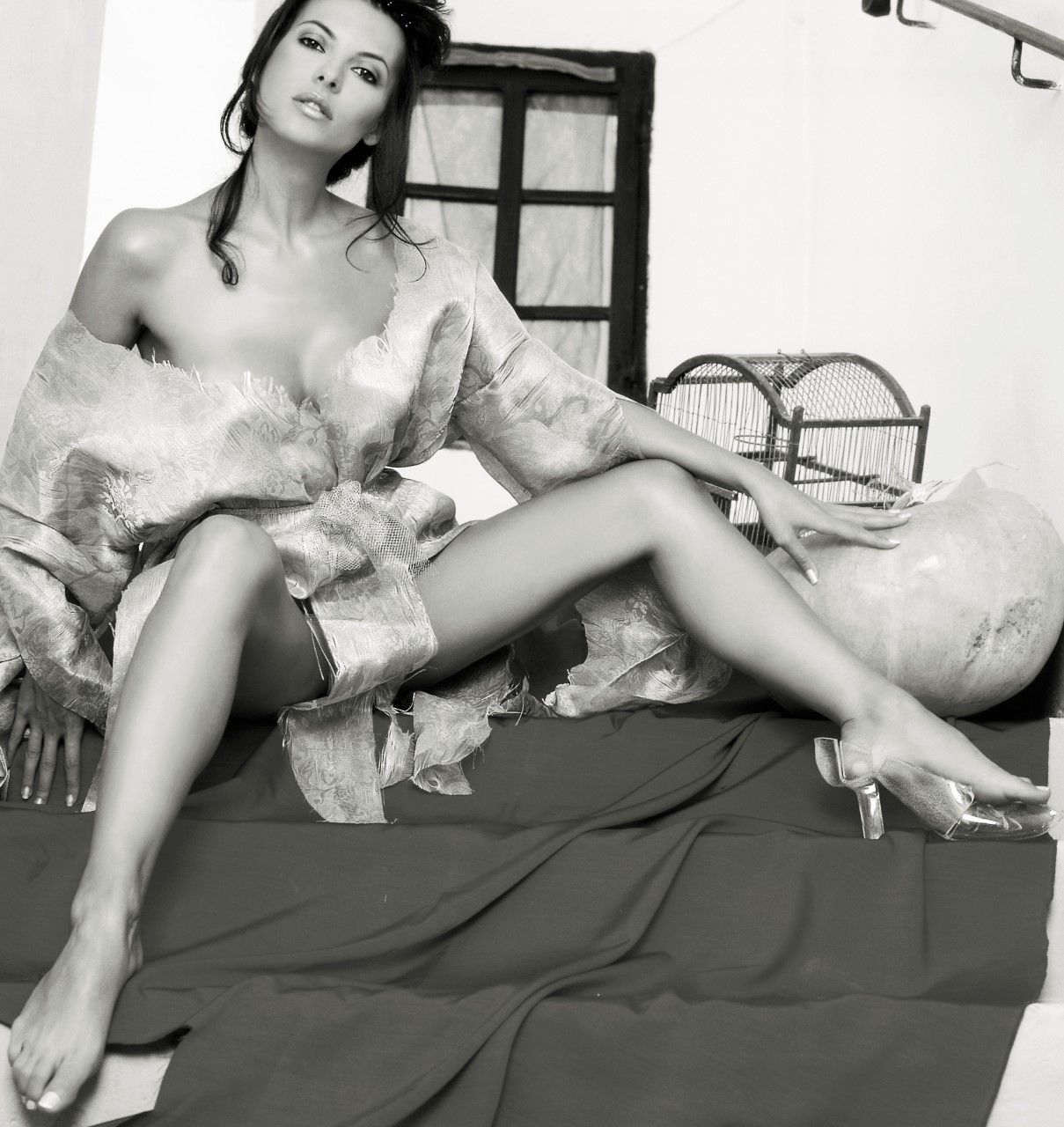
Miriana Trevisan (2004)
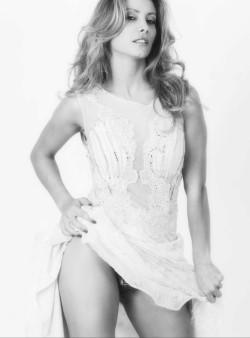
Antonella Salvucci (2016)
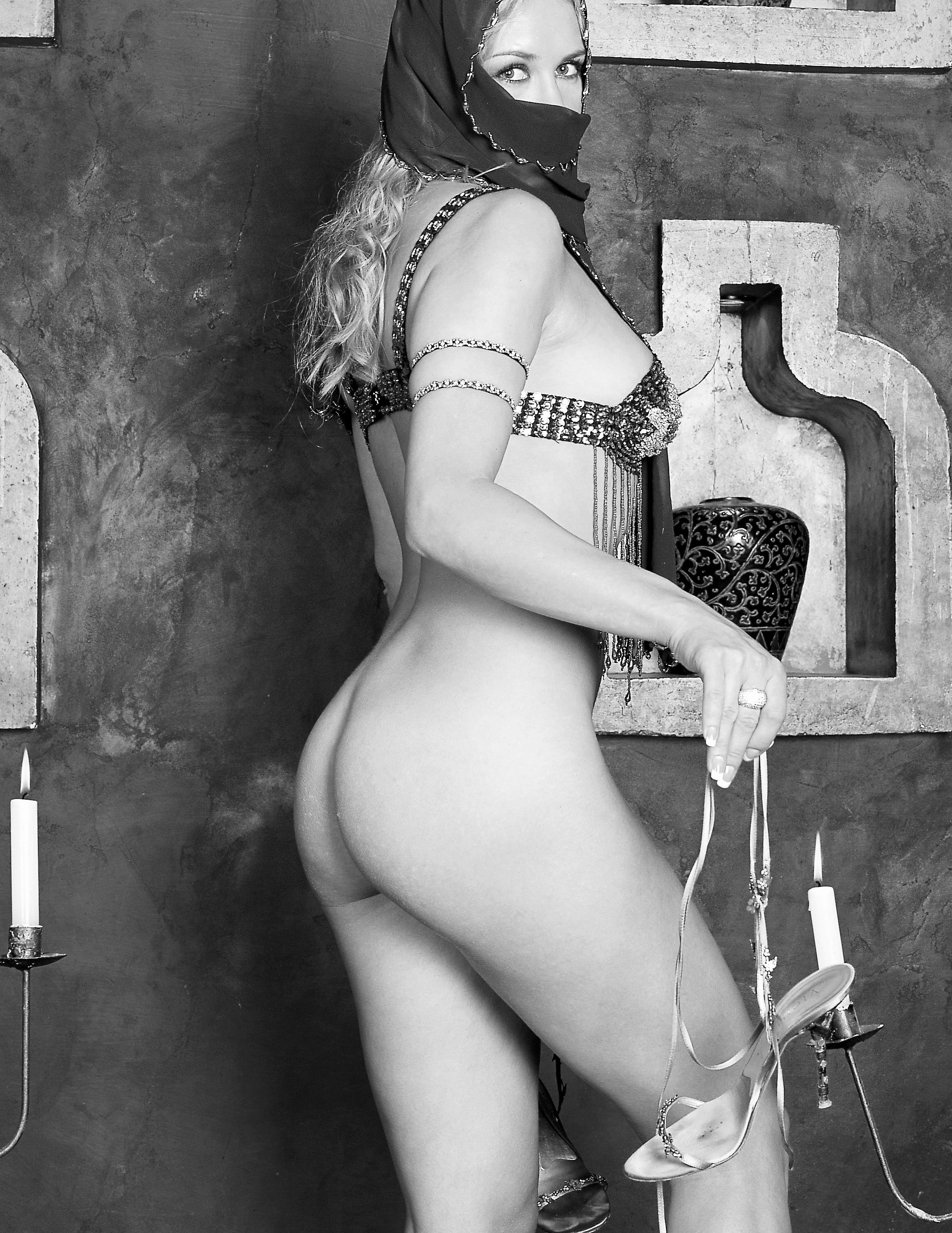
Lyudmyla Derkach (2005)
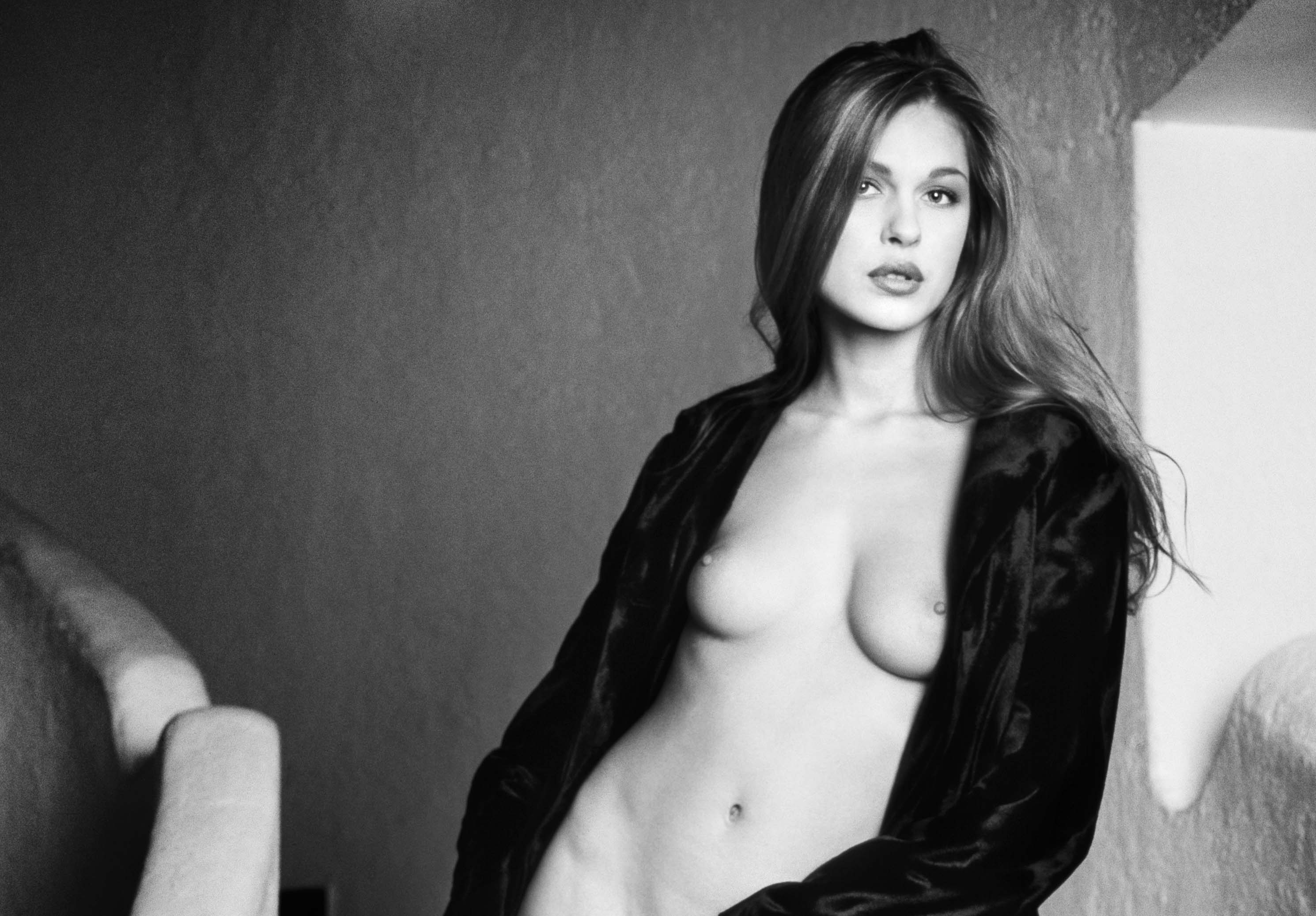
Victoria Laufer (2001)
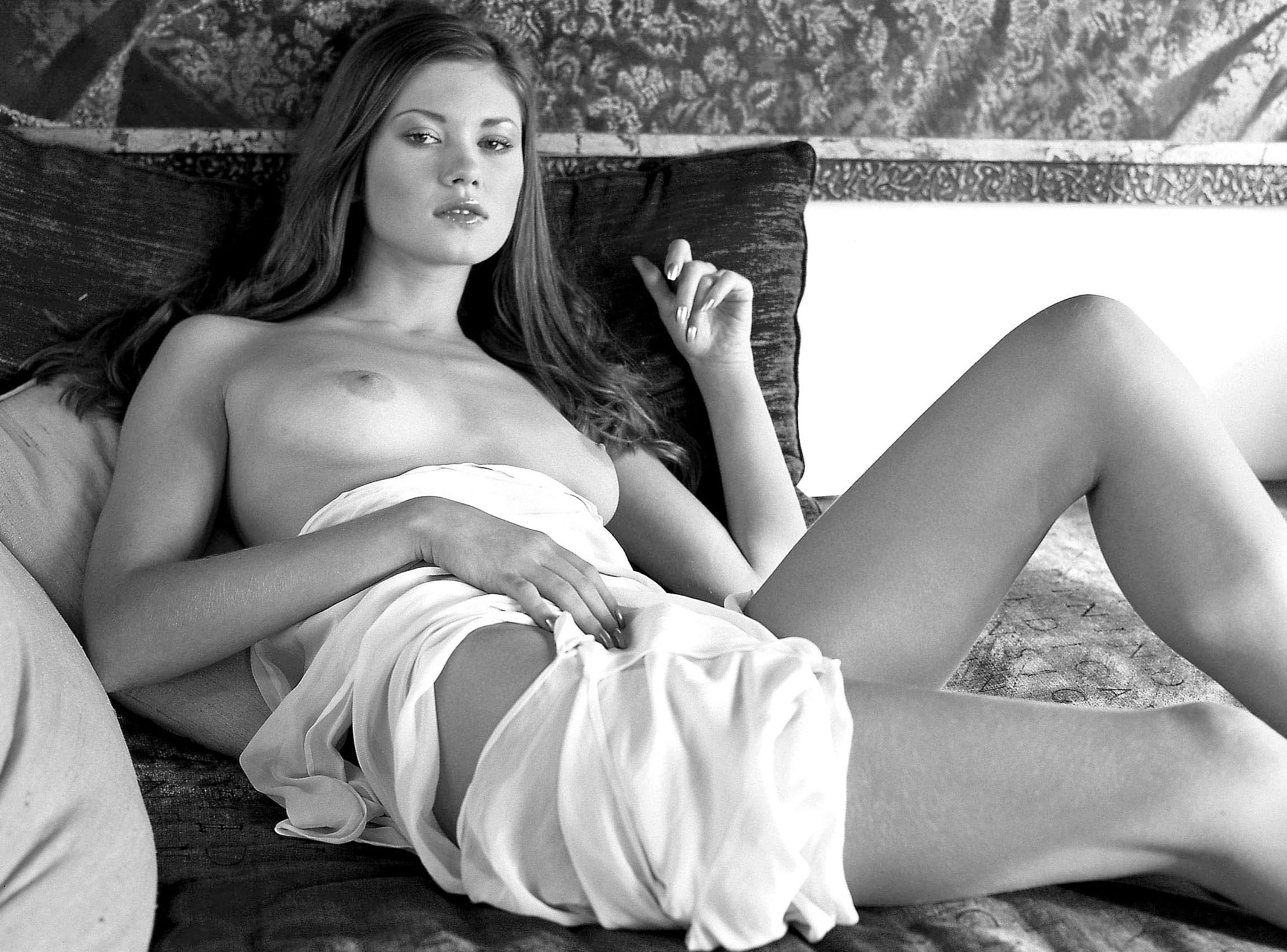
Nastia Kirichenko (2001)
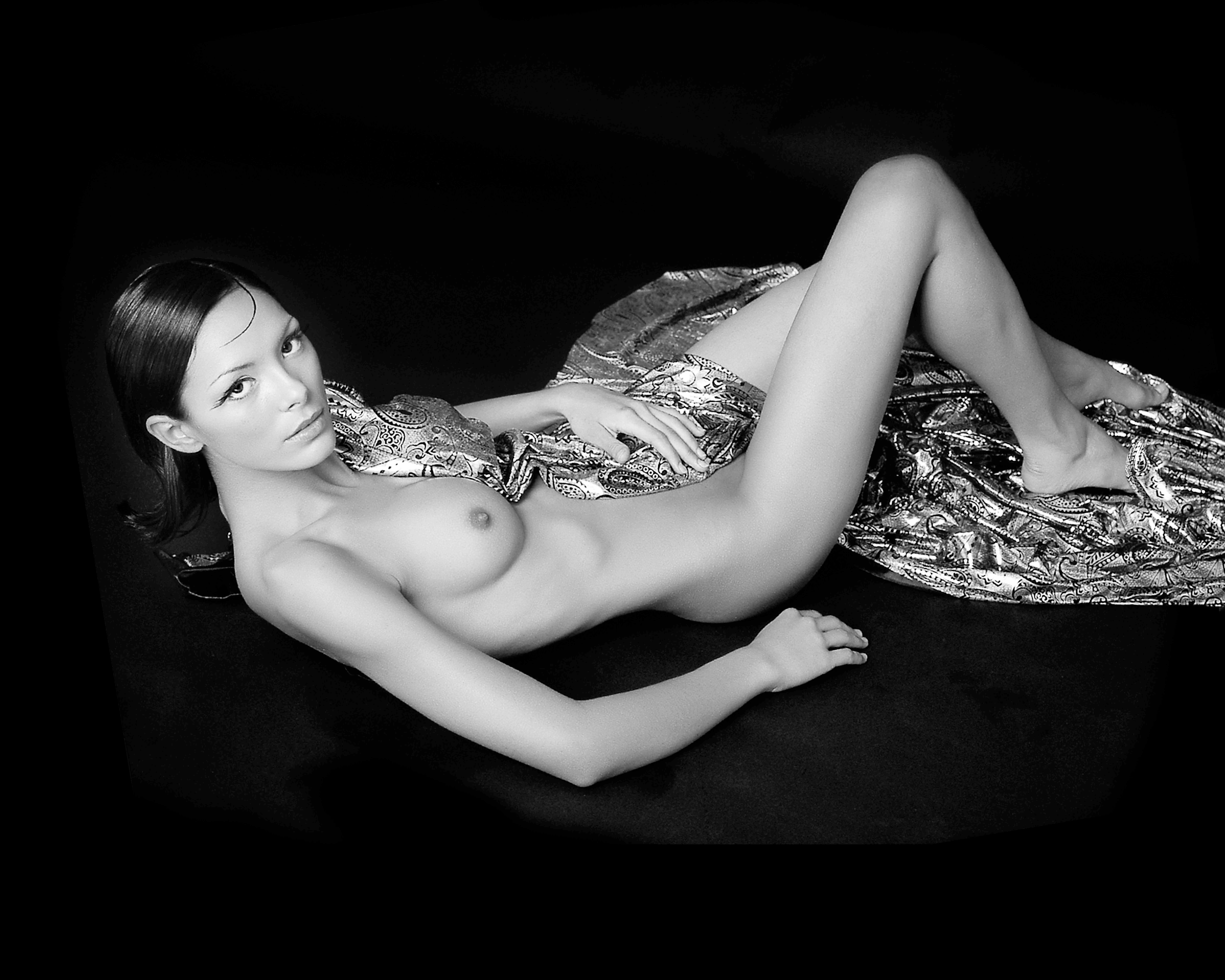
Vinia (1997)
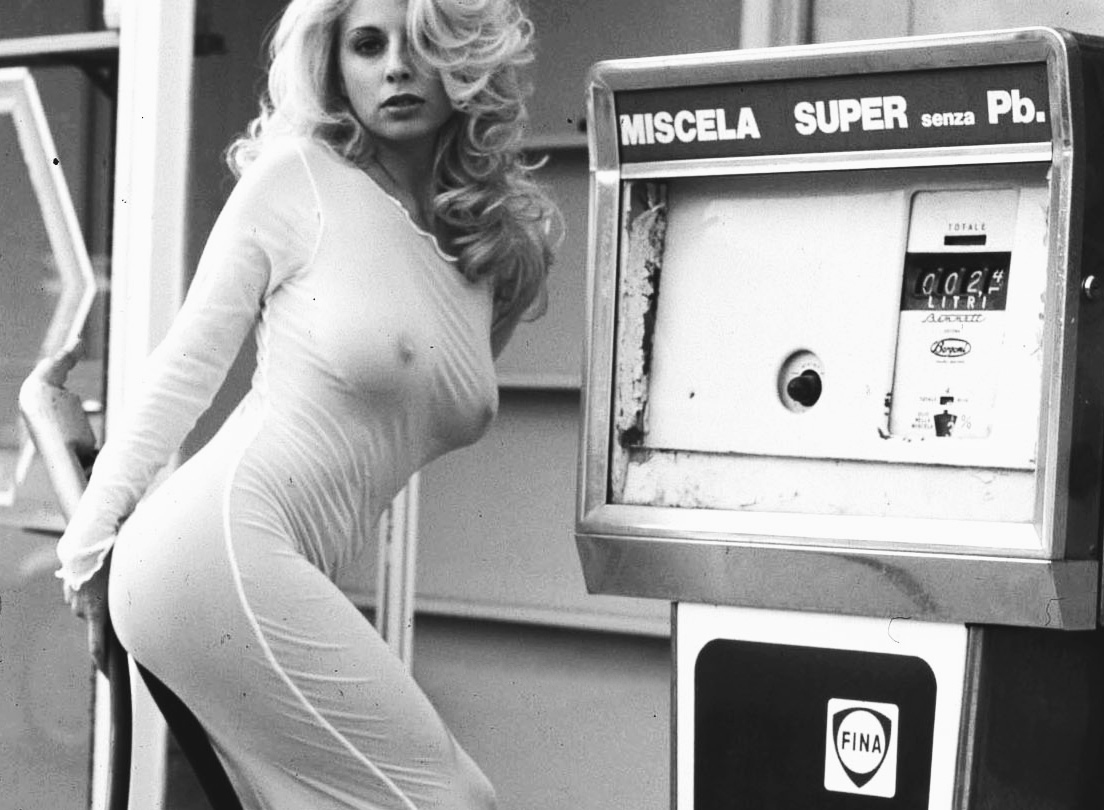
Sara Cosmi su Penthouse (1997)
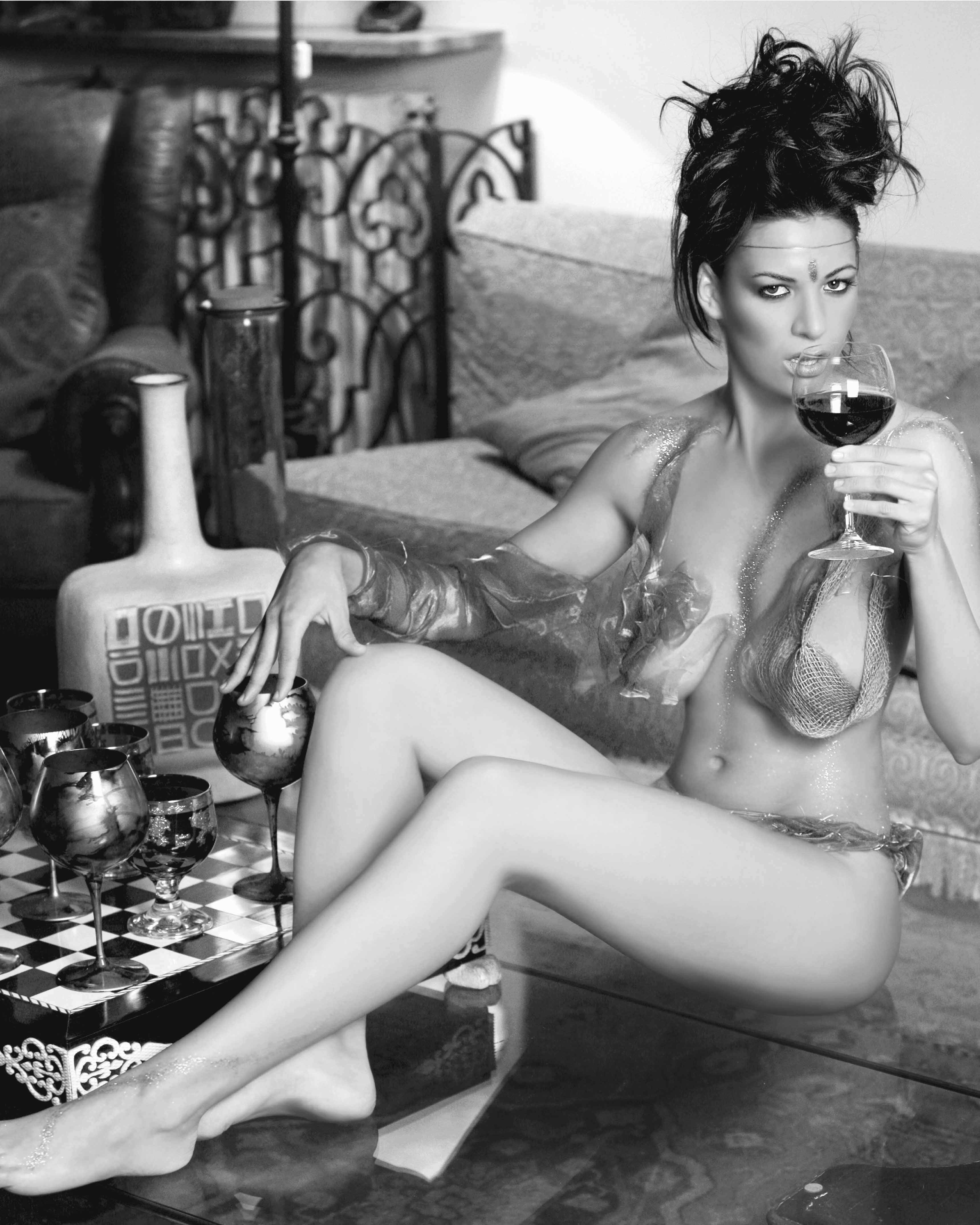
Layca D'Agostino, dal libro L'arte, il vino, i sensi... (2009)
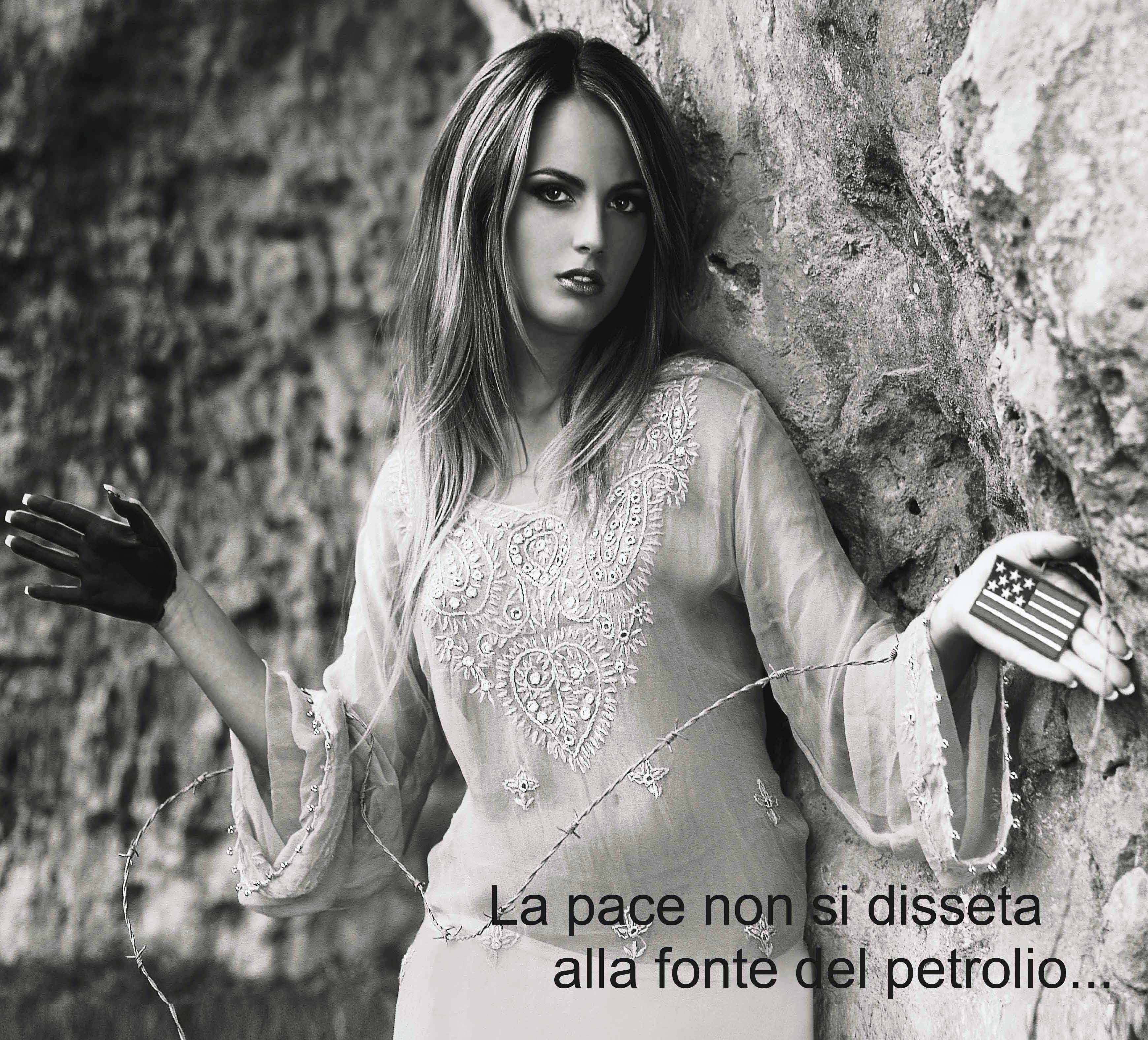
Silvia Altobello, da Iridi di pace sull'oceano della vita, calendario (2005)
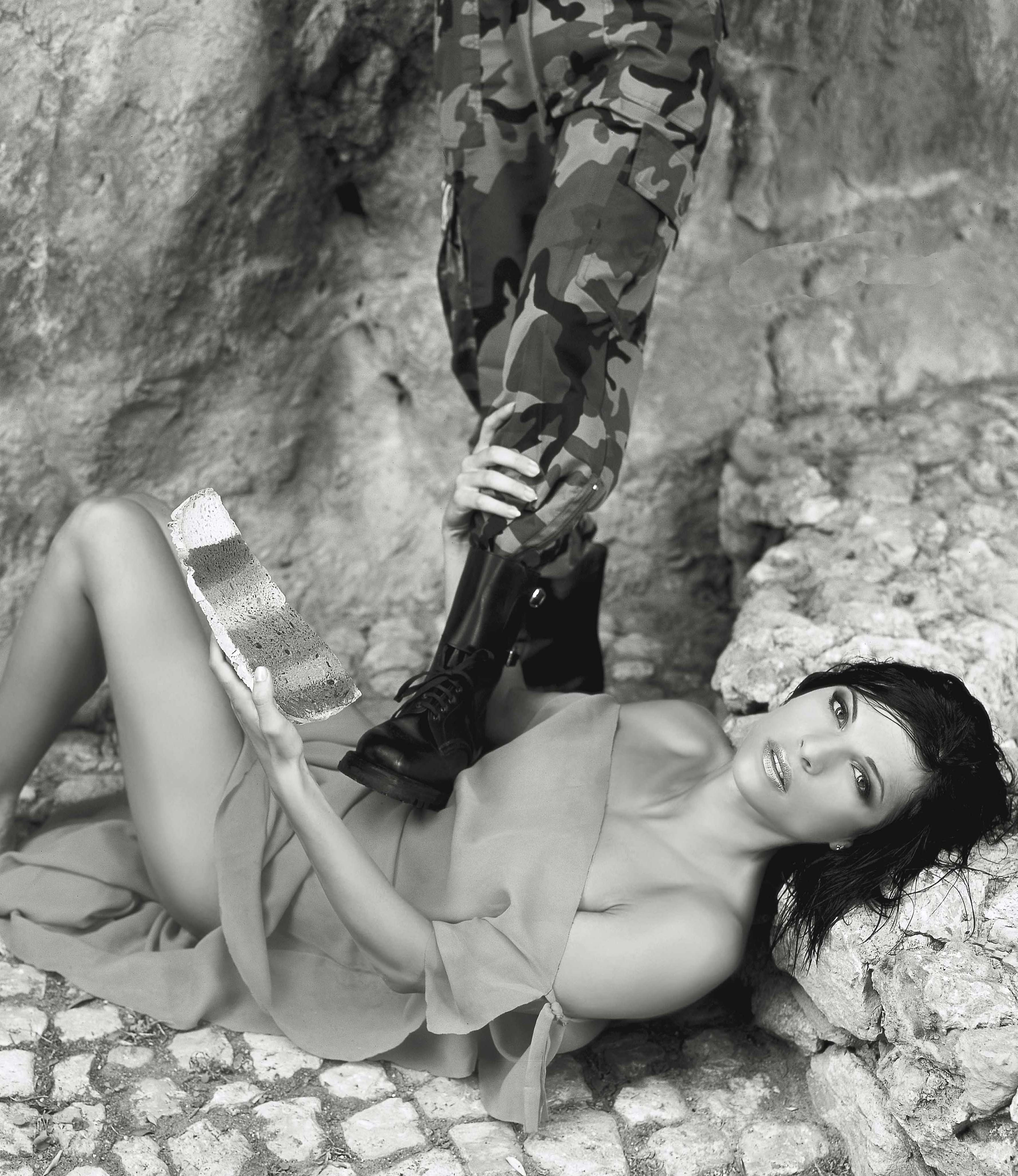
Francesca Trentinella, da Iridi di pace sull'oceano della vita, calendario (2005)
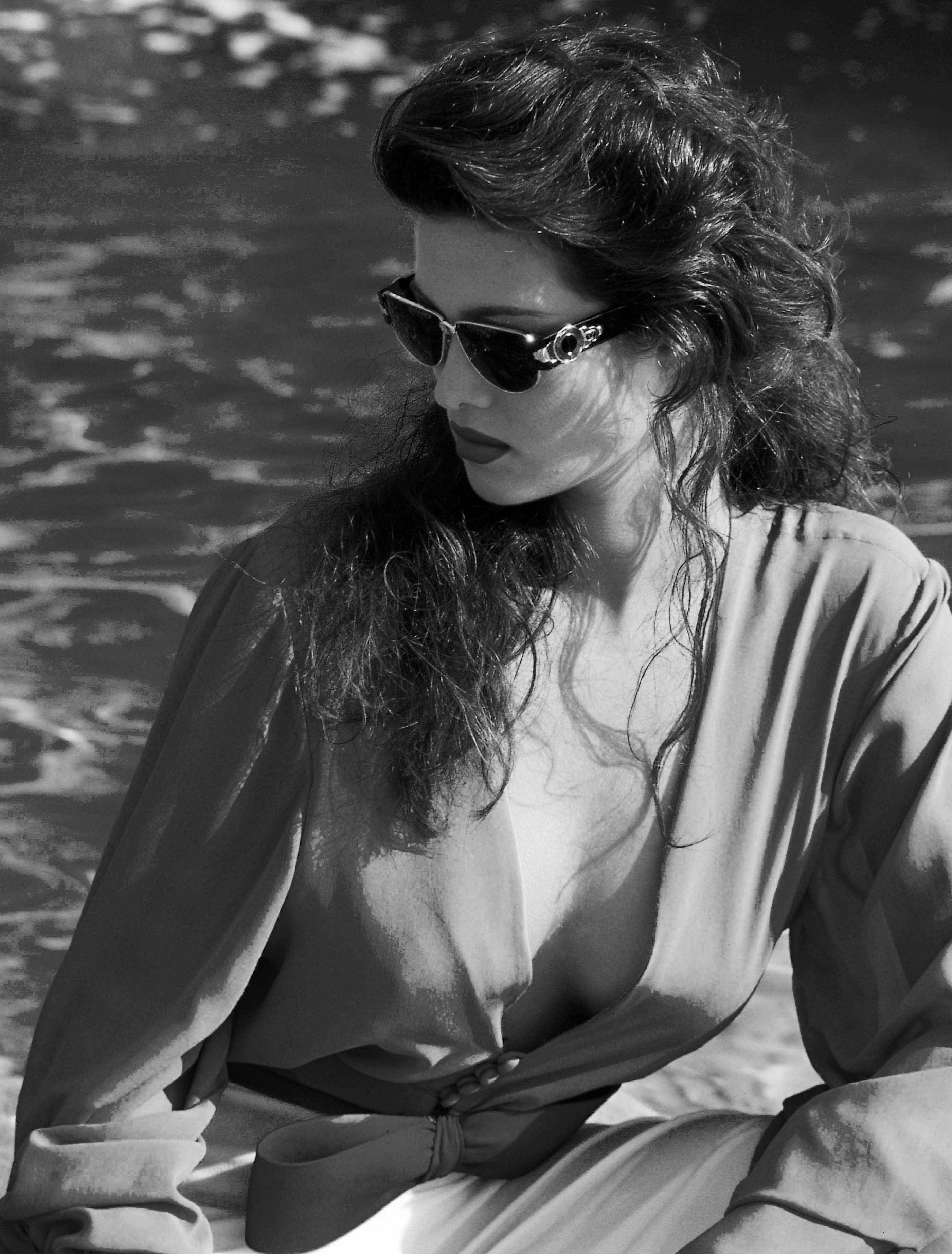
Manuela Arcuri per Marie Claire (1996)
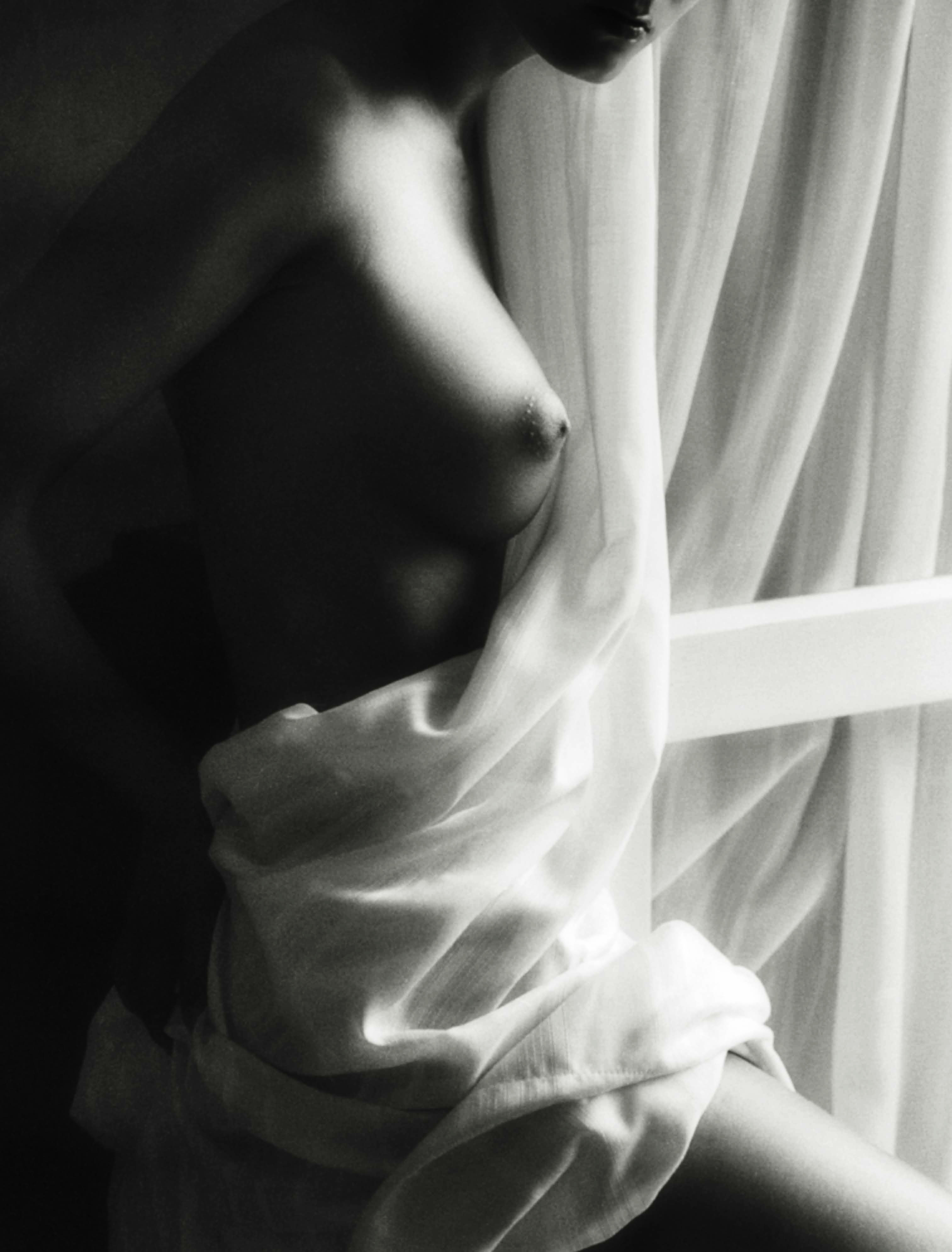
dal libro: Ritratti di vita (2007)
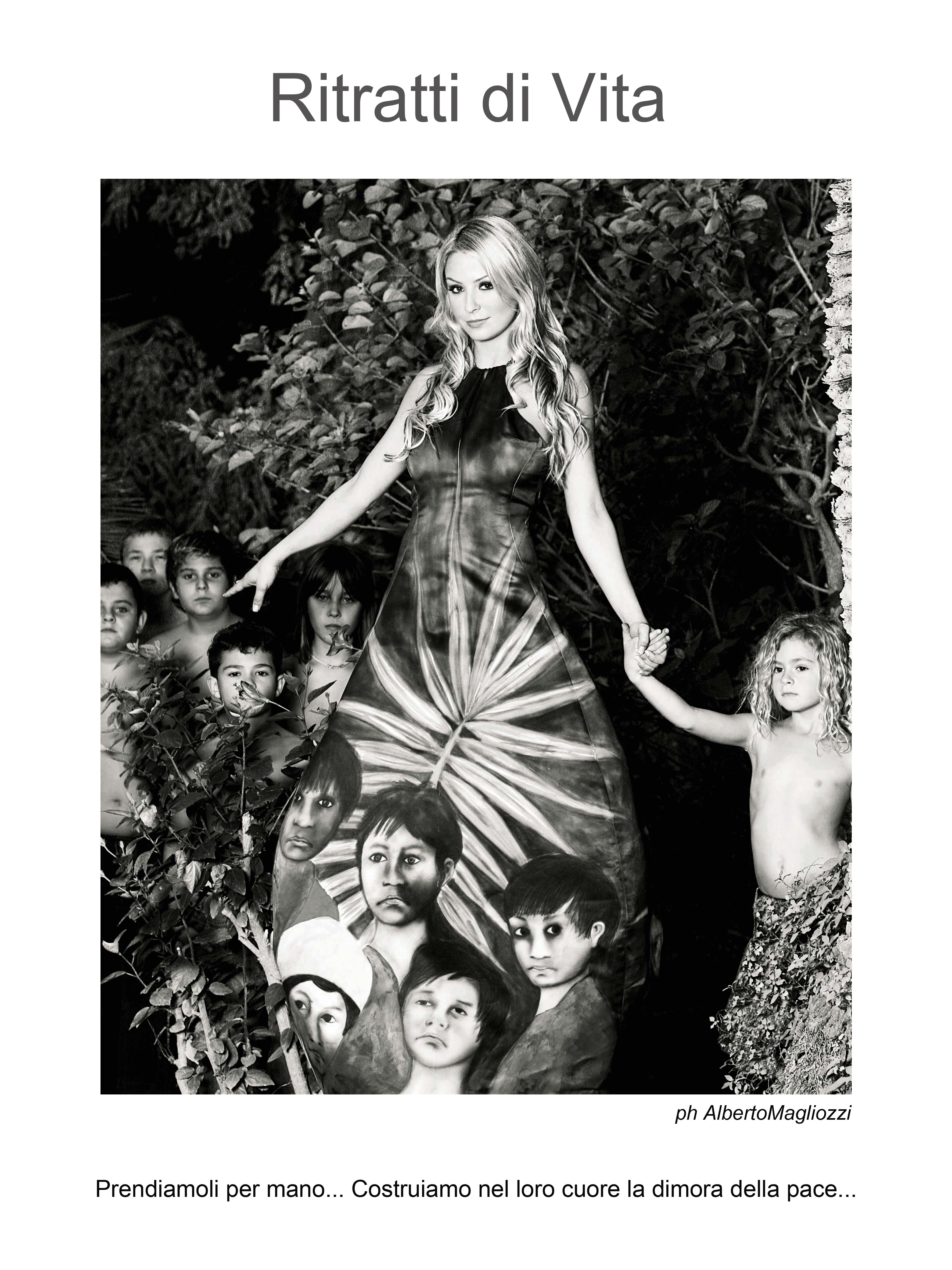
Sabrina Ghio, dal libro: Ritratti di vita (2007)